# Astraeus odoratus
Astraeus odoratus ist eine Pilzart aus der Familie der Kartoffelbovistverwandten (Sclerodermataceae) innerhalb der Ordnung der Dickröhrlingsartigen (Boletales).

## Merkmale

### Makroskopische Merkmale
Astraeus odoratus bildet 65 mm große, kugelige Fruchtkörper aus, die zuerst eingegraben sind, später dann an die Oberfläche kommen. Sie sind hart und glatt mit wenigen Erdpartikeln an der Außenseite. Deren äußere Schicht, die Exoperidie, reißt bei Reife und genügend Feuchtigkeit sternförmig in 3–9 Lappen auf, ist leder- oder tabakbraun, und ≤ 1 mm dick. Die Exoperidie besteht aus mehreren Schichten. Sie dehnt sich bei feuchten Wetter aus bzw. rollt sich im trockenen Zustand wieder zusammen (daher der deutsche Name Wettersterne für die Gattung). Die innere Schicht wird rauchig-grau, leder-, haselnuss- oder sepiabraun, aber auch dunkelfarben schwarz, ist dünn, und schuppig rissig, gelegentlich auch glatt.
Die Endoperidie ist stiellos, fast rund, 13–25 mm im Durchmesser, lederbraun bis bräunlich oder violett-schwarz und hat bei Reife an der Spitze eine unregelmäßige Öffnung ohne ein deutliches Peristom. Die eigentliche Fruchtschicht die Gleba ist purpurn kastanienbraun, manchmal auch dattel, braun-weinrot oder violett-schwarz. Sie besitzt keine Columella.

### Mikroskopische Merkmale
Das Capillitium besteht aus langen, verzweigten, miteinander verflochtenen Hyphen, die hyalin, leicht krustig und unseptiert sind. Die Hyphen messen 2,5–6,25 µm im Durchmesser, sind dünnwandig mit einem schmalen, manchmal durchgehendem Lumen. Schnallen fehlen meist, sind aber manchmal vorhanden. Die Sporen sind kugelig, 7,5–15,2 µm im Durchmesser, purpurn kastanienbraun, manchmal auch zigarren- oder dattelbraun, weinrot braun oder violett-schwarz. Sie sind ornamentiert mit schmalen, abgerundeten, langen 1,04–1,66 µm großen Stacheln, die ineinanderfließen.

### Ähnliche Arten
Astraeus sirindhorniae ist sehr ähnlich und kommt auch in ähnlichen Habitaten vor, hat aber deutlich größere Fruchtkörper, gut ausgebildete Rhizomorphe, eine komplex aufgebaute, vielschichtige Exoperidie und kleinere Sporen.
Astraeus asiaticus, der ebenfalls in Thailand vorkommt, unterscheidet sich von Astraeus odoratus durch die Dicke der Peridie und die Farbe der Gleba. Zudem haben die Sporen von Astraeus asiaticus weniger lange Dornen als Astraues odoratus.

## Ökologie und Vorkommen
Astraeus odoratus kommt sandigen oder lateritischen Böden in Flachlandwäldern vor, die von Zweiflügelfruchtbäumen (Dipterocarpus)  dominiert werden. Astraeus odoratus geht wie andere Vertreter der Kartoffelbovistverwandten eine Mycorrhiza ein, unter anderen mit Zweiflügelfruchtbäumen und Hopea ponga ein. Er bildet Fruchtkörper in der Regenzeit von Mai bis Juni. Er soll nach Waldbränden vermehrt Fruchtkörper bilden.
Astraeus odoratus ist neben Astraeus asiaticus und Astraeus sirindhorniae die dritte Art der Wettersterne in Thailand. Er kommt in den nördlichen und nordöstlichen Teilen vor. Er wurde auch im indischen Bundesstaat Karnataka gefunden.

## Systematik und Taxonomie
Lange Zeit wurden alle in Asien vorkommenden Wettersterne dem Gemeinen Wetterstern (Astraeus hygrometricus) zugeschrieben. Phospri und Kollegen erkannten, dass es mehrere unterscheidbare Arten gab. Daher wurde Astraeus odoratus erst 2004 von Cherdchai Phosri, María P. Martín, Roy Watling und Anthony John Seddon Whalley erstbeschrieben. Er zählt zur Gattung der Wettersterne, die zur Familie  Kartoffelbovistverwandten (Sclerodermataceae) innerhalb der Ordnung der Dickröhrlingsartigen (Boletales) zählen. Manche Autoren zählen sie allerdings zur Familie der Diplocystaceae.

## Verwendung
Astraeus odoratus und andere Wettersterne wie Astraeus asiaticus und der Gemeine Wetterstern werden in Thailand unter dem Namen Het phok (เห็ดเผาะ) geschätzt und verkauft. Es werden Preise von 30 bis 60 Baht erzielt, aber zu Beginn der Saison kann der Preis auch auf 300–400 Baht steigen. Da der Pilz eine Mykorrhiza mit Dipterocarpus-Bäumen eingeht, kann er nicht kultiviert werden. Da er halbunterirdisch wächst, werden oft bewusst Feuer gelegt, um ihn besser sammeln zu können.

## Inhaltsstoffe
Aus Astraeus odoratus wurden Astraodorinsäuren, die zu den Lanostan-Triterpenen gehören, und 5-Hydroxyhypaphorin, ein Vertreter der Indolalkaloide, isoliert. Beide wirken im Labortest gegen den Tuberkulose-Erreger Mycobacterium tuberculosis.

5-Hydroxyhypaphorin
Astraodorinsäuren